# Pjotr Olev
Pjotr Olev, russisch Пётр Олев, (* 3. Januar 1955 in Moskau) ist ein russischer Schauspieler und Regisseur.

## Leben
Olev studierte Schauspiel an der Schtschukin-Theaterhochschule des Wachtangow-Theaters und an der Hochschule des Moskauer Künstlertheaters. Später studierte er Filmregie am Aufbaustudiengang des Komitees der Kinematographie der UdSSR und Theaterregie am Staatlichen Institut für Theaterkunst der UdSSR. Er promovierte mit dem Thema „Gezielte Improvisation als Methode der praktischen Analyse. Improvisation in einer festen Form“.
Von 1977 bis 1985 war er Ensemblemitglied des Moskauer Theaters Sovremennik und Dozent an der Hochschule des Moskauer Künstlertheaters. 1987 wurde er mit 32 Jahren Intendant und Oberspielleiter des 1. Moskauer Regionaltheaters. Er war als Kabarettist, Radiomoderator und Drehbuchautor tätig. Im Jahr 1988 wurde Olev des aufgrund seines politischen Engagements vom Intendantenposten enthoben und emigrierte nach Österreich. In Wien, Linz und (West-)Berlin war er in der Folgezeit als Regisseur, Autor und Dozent tätig. 1990 gründete er die Stanislavski-Schule Berlin, eine Fortbildungsstätte für Schauspieler. Im selben Jahr begann seine internationale Tätigkeit als Film- und Fernsehschauspieler. 1991 wurde er als Professor an die Hochschule für Musik und Theater Hannover berufen. Ein Jahr später folgte der Ruf an den Lehrstuhl an der Hochschule für Musik und Theater in Hamburg. 2003 wurde durch seine Initiative die Theaterakademie Hamburg (TAH, Studiendekanat II der Hochschule für Musik und Theater) gegründet. Bis zum Jahre 2005 war Olev Leiter der Theaterakademie Hamburg und Dekan des Studiendekanats II der Hochschule für Musik und Theater.
Zurzeit arbeitet er als Schauspieler, Sprecher, Regisseur, Fernsehmoderator, Autor, Übersetzer und Theaterproduzent. Er brachte Publikationen und Inszenierungen in Russland, Lettland und Deutschland hervor.
Pjotr Olev ist Vater des Schauspielers Fjodor Olev.

## Preise
1993 gewann der Kinofilm Karakum, in dem Olev den Piotr spielt, den UNESCO-Preis der Berlinale und weitere Preise. Die russische Zeitschrift Muzhskaya Gazeta wählte ihn für die Talkshow Factor Success bei TV6 zum Mann des Jahres 2001.

## Filmografie

### Kino
- 1984: Allein und ohne Waffen (Один и без оружия)
- 1993: Karakum
- Fighter
- Basta – Rotwein oder Totsein
- Damy priglashayut kavalerov

### Fernsehen
- 1994: Wolffs Revier – Mein Vater baut die Bombe
- 1995: Die Straßen von Berlin – Babuschka
- 1996: Ein starkes Team – Kaviar Connection
- 1996: Hallo, Onkel Doc! – Frieden
- 1998: Tatort – Arme Püppi
- 1998: König auf Mallorca
- 1998: Park Hotel Stern – Sommernachtstraum
- 1998: Der Clown – Die Schatten Rasputins
- 1999: Im Namen des Gesetzes – Die Abrechnung
- 2000: Adelheid und ihre Mörder – Rundum sorglos e. V.
- 2000: Der Puma – Kämpfer mit Herz
- 2000: Die Unbesiegbaren
- 2002: Berlin, Berlin – Positiv ist negativ und Eine Million
- 2002: Tatort – Undercover
- 2004: Der letzte Zeuge – Sandkastenliebe
- 2006: M.E.T.R.O. – Ein Team auf Leben und Tod
- 2006: Eine Liebe in Königsberg
- 2006: Die Pathologin – Im Namen der Toten
- 2007: SOKO Wien – Eiszeit
- 2008: Das Duo – Echte Kerle
- 2009: Der Kriminalist – Das Geständnis
- 2011: Da kommt Kalle – Bodyguards
- 2014: Ein Fall für Zwei – Mörderisches Vertrauen
- 2015: Krüger aus Almanya
- 2017: Tatort: Borowski und das dunkle Netz
- 2018: Passagier 23 – Verschwunden auf hoher See
- 2019: Die neue Zeit (Fernsehserie)
- 2019: Schwarzach 23 und das mörderische Ich